# Phyllodromica euxina
Phyllodromica euxina är en kackerlacksart som beskrevs av Bei-Bienko 1950. Phyllodromica euxina ingår i släktet Phyllodromica och familjen småkackerlackor. Inga underarter finns listade i Catalogue of Life.